# Domingos José Gonçalves de Magalhães
Pour les articles homonymes, voir Gonçalves et Magalhães.
Domingos José Gonçalves de Magalhães (né le 13 août 1811 à Rio de Janeiro,Brésil et mort le 10 juillet 1882  à Rome, Italie) premier et unique baron, puis vicomte d’Araguaia, fils de Pedro Gonçalves de Magalhães Chaves, était un médecin, professeur, diplomate, homme politique, écrivain et poète brésilien du XIXe siècle. Il est considéré comme un pionnier du romantisme au Brésil, à partir de la publication, en 1836 de son recueil de poésie Suspiros poéticos e saudades. Il fut également un auteur dramatique, et fut ainsi le premier Brésilien à écrire une tragédie.

## Biographie
Domingos José Gonçalves de Magalhães fut amené à remplir de nombreuses missions diplomatiques en France, en Italie, au Vatican, en Argentine, en Uruguay et au Paraguay.
Il mourut à Rome, où il se trouvait pour représenter son pays auprès du Saint-Siège, le 10 juillet 1882.

## Titres de noblesse et décorations
- Baron d’Araguaia, titre conféré par décret impérial du 17 juillet 1872 ;
- Vicomte d’Araguaia, titre conféré par décret impérial du 12 août 1874 ;
- Commandeur de l’ordre impérial du Christ ;
- Commandeur de l’ordre de Saint-François de Naples ;
- Dignitaire de l’ordre impérial de la Rose ;
- Officier de l’ordre impérial du Cruzeiro.

## Gonçalves de Magalhães et le Romantisme
Après avoir achevé ses études de médecine, Domingos José Gonçalves de Magalhães voyagea en Europe, où il découvrit les idées romantiques. À son retour, il fut un facteur essentiel de l’introduction de ce mouvement dans son pays, et joua, avec les autres écrivains romantiques brésiliens, un rôle important dans le processus d’identification nationale du Brésil d’après l’indépendance.
Son importance tient surtout au fait qu’il fut l’introducteur du romantisme au Brésil, et cela bien que ses œuvres furent considérées comme faibles par la critique littéraire. Bien qu’il fût revenu vers une poésie religieuse, comme cela apparait clairement dans Suspiros poéticos e saudades, il cultiva également une poésie indianiste de caractère nationaliste, comme dans le poème épique A Confederação dos Tamoios (1857). Cette œuvre déclencha une violente polémique avec José de Alencar, en raison de la vision très éloignée l’une de l’autre, que chacun des auteurs avait de l’Indien.

## Œuvres
- Suspiros poéticos e saudades (1836) - considéré comme une œuvre marquant le début du romantisme brésilien
- António José, ou O Poeta e a Inquisição (1839)
- A Confederação dos Tamoios, poème épique (1857)
- Fatos do Espírito Humano, traité philosophique (1858)